# Carlo Galetti
Carlo Galetti (né le 26 août 1882 à Corsico, dans la province de Milan, en Lombardie et mort le 2 avril 1949 à Milan) est un coureur cycliste italien, dont la carrière se déroule au cours des deux premières décennies du XXe siècle.

## Palmarès

### Palmarès année par année
- 1904
  - Menaggio-Côme-Lecco-Menaggio
  - Championnat de Brianzolo
- 1905
  - Championnat de Brianzolo
  - 4e du Tour de Lombardie
- 1906
  - Rome-Naples-Rome
  - Milan-Rome :
    - Classement général
    - 2e étape

  - Tour de Provence
  - Lissone-Monza-Lissone
  - 2e du Tour de Lombardie
- 1907
  - Tour de Sicile :
    - Classement général
    - 5 étapes

  - Florence-Rome
  - 2e du Tour du Piémont
  - 5e de Milan-San Remo
- 1908
  - Corsa Vittorio Emmanuele III
  - Coppa Tradate
  - Tour de Sicile :
    - Classement général
    - 3 étapes

  - 2e du championnat d'Italie sur route
  - 3e du Tour du Piémont
- 1909
  - 2e du Tour d'Italie
  - 6e du Tour de Lombardie
  - 7e de Milan-San Remo
- 1910
  - Tour d'Italie :
    - Classement général
    - 3e et 8e étapes

  - Tre Coppe Parabiago
  - Ai mari, ai laghi, ai monti (it) :
    - Classement général
    - 4e et 8e étapes

  - 3e de Rome-Naples-Rome
  - 5e du Tour de Lombardie
- 1911
  - Tour d'Italie :
    - Classement général
    - 1re, 4e et 10e étapes

  - Milan-Rome
  - Tre Coppe Parabiago
  - 2e du Tour du Piémont
  - 2e du Rome-Naples-Rome
  - 4e de Milan-San Remo
  - 7e du Tour de Lombardie
- 1912
  - Tour d'Italie :
    - Classement général (classement par équipes)
    - 5e étape

  - 10e de Milan-San Remo
- 1913
  - 8e du Tour de Lombardie
- 1914
  - 2e de Milan-San Remo
- 1915
  - 4e de Milan-San Remo
- 1918
  - Milan-Rome :
    - Classement général
    - 2e étape

  - 3e du Tour de Lombardie
- 1919
  -  Champion d’Italie du demi-fond
  - 3e du Rome-Naples-Rome
  - 5e de Milan-San Remo
- 1920
  - 4e du championnat du monde de demi-fond
  - 10e du Tour de Lombardie
- 1921
  - 2e de Milan-Modène
  - 9e de Milan-San Remo

### Résultats sur les grands tours

#### Tour d'Italie
8 participations
- 1909 : 2e, leader pendant 1 jour
- 1910 : Vainqueur du classement général et des 3e et 8e étapes, leader pendant 9 jours
- 1911 : Vainqueur du classement général et des 1re, 4e et 10e étapes, leader pendant 7 jours
- 1912 : Vainqueur du classement général (classement par équipes) et de la 5e étape
- 1913 : abandon (4e étape)
- 1914 : abandon (1re étape)
- 1919 : abandon (1re étape)
- 1921 : abandon (6e étape)

#### Tour de France
3 participations
- 1907 : abandon (6e étape)
- 1908 : abandon (4e étape)
- 1909 : abandon (3e étape)